# My Sweet Lord
"My Sweet Lord" é uma canção do músico inglês George Harrison, lançada em novembro de 1970 em seu álbum triplo All Things Must Pass. Também foi lançada como single, o primeiro de Harrison como carreira solo, e liderou as paradas em todo o mundo; foi o single mais vendido de 1971 no Reino Unido. Na América e na Grã-Bretanha, a canção foi o primeiro single número um de um ex-Beatle. Harrison originalmente deu a canção para seu colega artista da Apple Records Billy Preston para gravar; esta versão, que Harrison coproduziu, apareceu no álbum Encouraging Words de Preston em setembro de 1970.
Harrison escreveu "My Sweet Lord" em louvor ao deus hindu Krishna, enquanto pretendia que a letra fosse um chamado para abandonar o sectarismo religioso por meio de sua mistura da palavra hebraica aleluia com cantos de "Hare Krishna" e oração védica. A gravação apresenta o tratamento Wall of Sound do produtor Phil Spector e anunciou a chegada da técnica de slide guitar de Harrison, que um biógrafo descreveu como "uma assinatura musicalmente tão distinta quanto a marca do Zorro". Ringo Starr, Eric Clapton, Gary Brooker, Bobby Whitlock e membros do grupo Badfinger estão entre os outros músicos da gravação.
Mais tarde, na década de 1970, "My Sweet Lord" esteve no centro de um processo de violação de direitos autorais amplamente divulgado devido à sua suposta semelhança com a canção de Ronnie Mack "He's So Fine", um sucesso de 1963 do grupo feminino de Nova Iorque, The Chiffons. Em 1976, Harrison foi descoberto por ter plagiado inconscientemente a canção, um veredito que teve repercussões em toda a indústria musical. Em vez da canção das Chiffons, ele disse que usou o hino cristão "Oh Happy Day" fora de direitos autorais como sua inspiração para a melodia.
Harrison cantou "My Sweet Lord" no Concerto para Bangladesh em agosto de 1971, e continua sendo a composição mais popular de sua carreira pós-Beatles. Ele a retrabalhou como "My Sweet Lord (2000)" para inclusão como faixa bônus na reedição do 30.º aniversário de All Things Must Pass. Muitos artistas fizeram covers da música, principalmente Edwin Starr, Johnny Mathis e Nina Simone. "My Sweet Lord" foi classificada em 454.º na lista da Rolling Stone das "500 Maiores Músicas de Todos os Tempos" em 2004 e 460.º na atualização de 2010 e número 270 em uma lista semelhante publicada pela NME em 2014. Alcançou o número um na Grã-Bretanha novamente quando relançada em janeiro de 2002, dois meses após a morte de Harrison.

## Antecedentes e inspiração
George Harrison começou a escrever "My Sweet Lord" em dezembro de 1969, quando ele, Billy Preston e Eric Clapton estavam em Copenhaga, Dinamarca, como artistas convidados na turnê europeia de Delaney & Bonnie. Nessa época, Harrison já havia escrito o gospel "Hear Me Lord" e, com Preston, o espiritual afro-americano "Sing One for the Lord". Ele também produziu dois singles de sucesso com temas religiosos na gravadora Apple dos Beatles: "That's the Way God Planned It" de Preston e "Hare Krishna Mantra" do Templo Radha Krishna. Este último foi uma adaptação musical do mantra Vaishnava Hindu de cinco mil anos, executado por membros da Sociedade Internacional para a Consciência de Krishna (ISKCON), coloquialmente conhecido como "o movimento Hare Krishna". Harrison queria fundir as mensagens das religiões cristã e vaixnava gaudia no que o biógrafo musical Simon Leng chama de "encantamento do evangelho com um canto védico".
A parada em Copenhaga marcou o fim da turnê Delaney & Bonnie, com uma residência de três noites no Teatro Falkoner de 10 a 12 de dezembro. De acordo com o depoimento de Harrison no tribunal em 1976, "My Sweet Lord" foi concebida enquanto os membros da banda participavam de uma coletiva de imprensa nos bastidores e ele havia se esgueirado para uma sala no andar de cima do teatro. Harrison se lembrou de acordes de vampiro na guitarra e alternando entre frases cantadas de "aleluia" e "Hare Krishna". Mais tarde, ele levou a ideia para os outros, e os vocais do coro foram desenvolvidos ainda mais.
A versão posterior dos eventos do líder da banda Delaney Bramlett é que a ideia se originou de Harrison perguntando a ele como escrever uma música gospel genuína, e que Bramlett demonstrou cantando scat as palavras "Oh my Lord" enquanto a esposa Bonnie e a cantora Rita Coolidge adicionaram "aleluia" gospel em resposta. O jornalista musical John Harris questionou a precisão do relato de Bramlett, no entanto, comparando-o à história de um pescador. Preston lembrou que "My Sweet Lord" surgiu quando Harrison perguntou a ele sobre escrever músicas gospel durante a turnê. Preston disse que tocou alguns acordes em um piano nos bastidores e os Bramletts começaram a cantar "Oh my Lord" e "Hallelujah". De acordo com Preston: "George pegou a partir daí e escreveu os versos. Foi muito improvisado. Nunca pensamos que seria um sucesso."
Usando como inspiração a interpretação de Edwin Hawkins de um hino cristão do século XVIII, "Oh Happy Day", Harrison continuou trabalhando no tema. Ele completou a música, com a ajuda de Preston, assim que retornaram a Londres.